# Rylczak
Rylczak w terminologii dotyczącej obróbki krzemienia, to specyficzny odłupek powstający przy formowaniu narzędzia zwanego rylcem poprzez wyprowadzenie tzw. odbicia rylcowego.
Zasadniczo wszystkie rylczaki to narzędzia niedużych rozmiarów, smukłe, o bokach w miarę równych i równoległych do siebie. W zależności od typu rylca, z którego pochodzą ich piętki, mogą być naturalne, uformowane bądź przygotowane za pomocą kilku uderzeń. Na powierzchni górnej widoczna jest przeważnie krawędź wióra lub odłupka, z którego formowano rylec. W przypadku rylców uformowanych za pomocą więcej niż jednego odbicia rylcowego, powierzchnia górna rylczaka może nosić negatywy wcześniej oddzielonych rylczaków.